# Puente Viejo (Onteniente)
El puente Viejo (en valenciano: Pont Vell) es un viaducto del siglo XVI situado en el municipio valenciano de Onteniente (España). Une el barrio de la Villa con la zona nueva de la ciudad. El puente cruza el río Clariano y es considerado un monumento de interés local.

## Descripción
Se trata de un puente de sillería que consta de dos arcos de medio punto ligeramente apuntados que se sostienen sobre tres contrafuertes. La pila central, de 4.4 m de grosor, presenta un pie de bloques en forma de quilla. La barandilla fue un añadido posterior de finales del siglo XVIII, construida a base de los restos de diversos portales murales derribados. El puente contaba con una torre defensiva en su entrada, cuyos restos datados del año 1597 forman los cimientos de una edificación privada.

## Historia
Las obras transcurrieron entre los años 1500 y 1501 de la mano de los picapedreros Pere Riba y Joan Montanyés, que concertaron un contrato con los Jurados de la Villa en enero de 1500 para terminar la construcción antes del 4 de marzo del año siguiente. El concejo local motivó su levantamiento dada la creciente afluencia de viandantes y tráfico en relación con el auge de la industria de lana. El viaducto se asentó sobre otros anteriores que habían sido derrumbados por las crecidas del río Clariano. La construcción ha sobrevivido a numerosas riadas de este cauce, incluyendo la de 1884.
Tras una restauración en la década de 1980, en 2017 se planteó recuperar la estructura que presentaba el puente a principios del siglo XX. De este modo, el muro de embarque —hasta entonces oculto bajo tierra— se recuperó; las obras incluyeron otros añadidos como la construcción de dos rampas de acceso al lecho del río. En 2020 se retomó la restauración de la infraestructura, debido a los daños que presentaba tras el paso del tiempo y las riadas. Un informe del mismo año evidenció daños en los arcos, que incluían la fragmentación de los materiales, colonización vegetal y desajustes en los sillares.